# Anilana (klub sportowy)
KS „Anilana” – łódzki klub sportowy działający w latach 1948-1997. Powstał pod nazwą Klub Sportowy „Chemia”, w 1963 przemianowany na KS „Unia”, od 1970 funkcjonował jako KS „Anilana”.

## Dyscypliny

### Sekcja piłki ręcznej

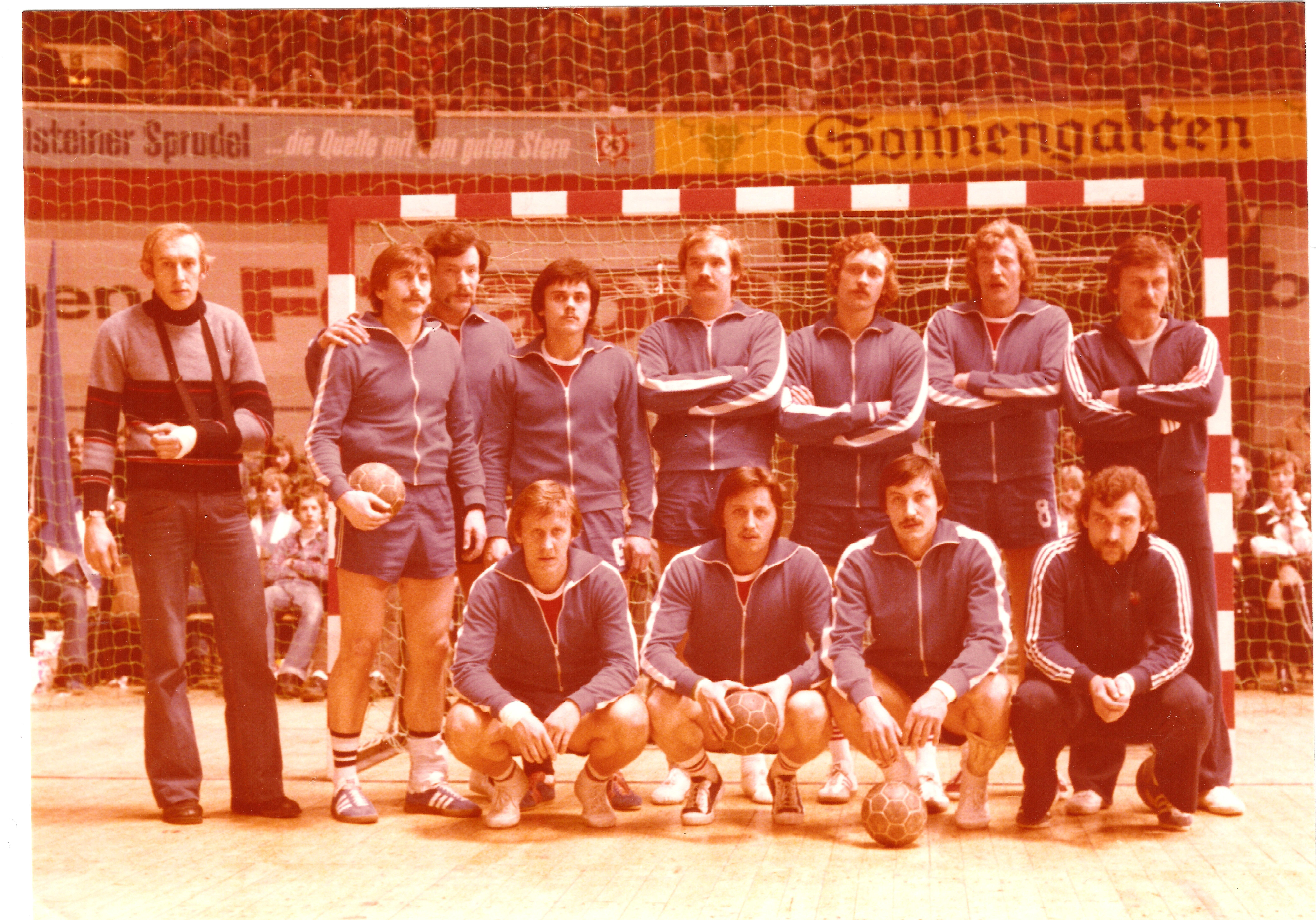
Anilana – mecz półfinałowy Pucharu Zdobywców Pucharów z VfL Gummersbach (1978)

KS „Anilana” był jednym z najbardziej zasłużonych klubów piłki ręcznej w Polsce.
Największe sukcesy piłkarze Anilany osiągnęli w latach 70. i 80: mistrzostwo Polski (w 1983), pięciokrotne wicemistrzostwo (w 1977, 1984, 1985, 1986 i 1987), sześć brązowych medali oraz dwukrotnie Puchar Polski (w 1973 i 1977).
W zespole Anilany grali m.in. zdobywcy brązowego medalu na Igrzyskach w Montrealu w 1976 – Andrzej Szymczak, Zygfryd Kuchta, Ryszard Przybysz, olimpijczyk Włodzimierz Wachowicz, medalista mistrzostw świata i olimpijczyk Grzegorz Kosma, medalista mistrzostw świata i czterokrotny król strzelców polskiej ligi Lesław Dziuba, medalista zawodów Przyjaźń-84 Marek Pazdur, reprezentant Polski i król strzelców niemieckiej Bundesligi Marek Kordowiecki.

### Sekcja szachowa
Sekcja szachowa trzykrotnie zdobyła medale drużynowych mistrzostw Polski: dwa srebrne (Ciechocinek 1976 i Katowice 1977) oraz brązowy (Augustów 1975). Wieloletnim kierownikiem sekcji (która została rozwiązana w maju 1997 roku) był Jan Łachut.

### Sekcja piłki wodnej
Sekcja piłki wodnej wywalczyła dwa tytuły mistrza Polski – w latach: 1992 i 1993 (w latach 1999 i 2000 zdobyła mistrzostwo drużyna funkcjonująca jeszcze pod nazwą „Anilana” lecz należąca już do ŁSTW).

## Kontynuacja tradycji KS „Anilana”
Sukcesorem sekcji wodnej jest zespół Łódzkiego Sportowego Towarzystwa Waterpolowego (ŁSTW).
Młodzieżowe Stowarzyszenie Piłki Ręcznej „Anilana” zakończyło działalność w 2004 roku z powodów finansowych.
Obecnie funkcjonuje Uczniowski Klub Sportowy „Anilana”. Powstał on w kwietniu 2001 w Zespole Szkół Elektronicznych w Łodzi. Początkowo funkcjonował jako UKS „Elektronik”. Współpracował ściśle z MSPR „Anilana” aż do jego rozwiązania w 2004 roku. Po tym zdarzeniu UKS „Elektronik” przejął w dzierżawę halę sportową „Anilana” przy ul. Sobolowej 1. 13 lutego 2008 klub zmienił nazwę na UKS „Anilana”.
W 2008 UKS „Anilana” wraz z AZS Łódź, Uniwersytetem Łódzkim oraz Politechniką Łódzką powołali drużynę seniorów o nazwie AZS UŁ PŁ Anilana Łódź. Od sezonu 2022/2023 piłkarze ręczni Anilany rozgrywają mecze na poziomie Ligi Centralnej, aktualnie pod nazwą Grot Blachy Pruszyński Anilana Łódź.